# Embelia schimperi
Embelia schimperi là một loài thực vật có hoa trong họ Anh thảo. Loài này được Vatke mô tả khoa học đầu tiên năm 1876.